# Азиатская конфедерация бокса
Asian Boxing Confederation (англ. Asian Boxing Confederation ASBC) — некоммерческая организация, которая является азиатским руководящим органом в любительском боксе и членом руководящего органа мирового любительского бокса IBA (Международная боксерская ассоциация). Миссия ASBC заключается в управлении боксом во всех его формах в Азии. Кроме того, основными целями являются улучшение, продвижение и распространение бокса во всех его формах на азиатском континенте в свете его образовательных, культурных и спортивных ценностей, а также инициирование программ, направленных на поддержку молодых спортсменов и всех официальных лиц.

## История
Основана в 1962 году в Джакарте (Индонезия) как Федерация азиатского любительского бокса (FAAB). Региональная конфедерация B-XB1156 — Международной боксёрской ассоциации (IBA).

## Руководство
Президент — Пичай Чунхаваджира
Вице президент — Азиз Кожамбетов
Генеральный секретарь — Али Саламех
Административный директор — Бассам Ганем